# Музей бургомистра Мюллера

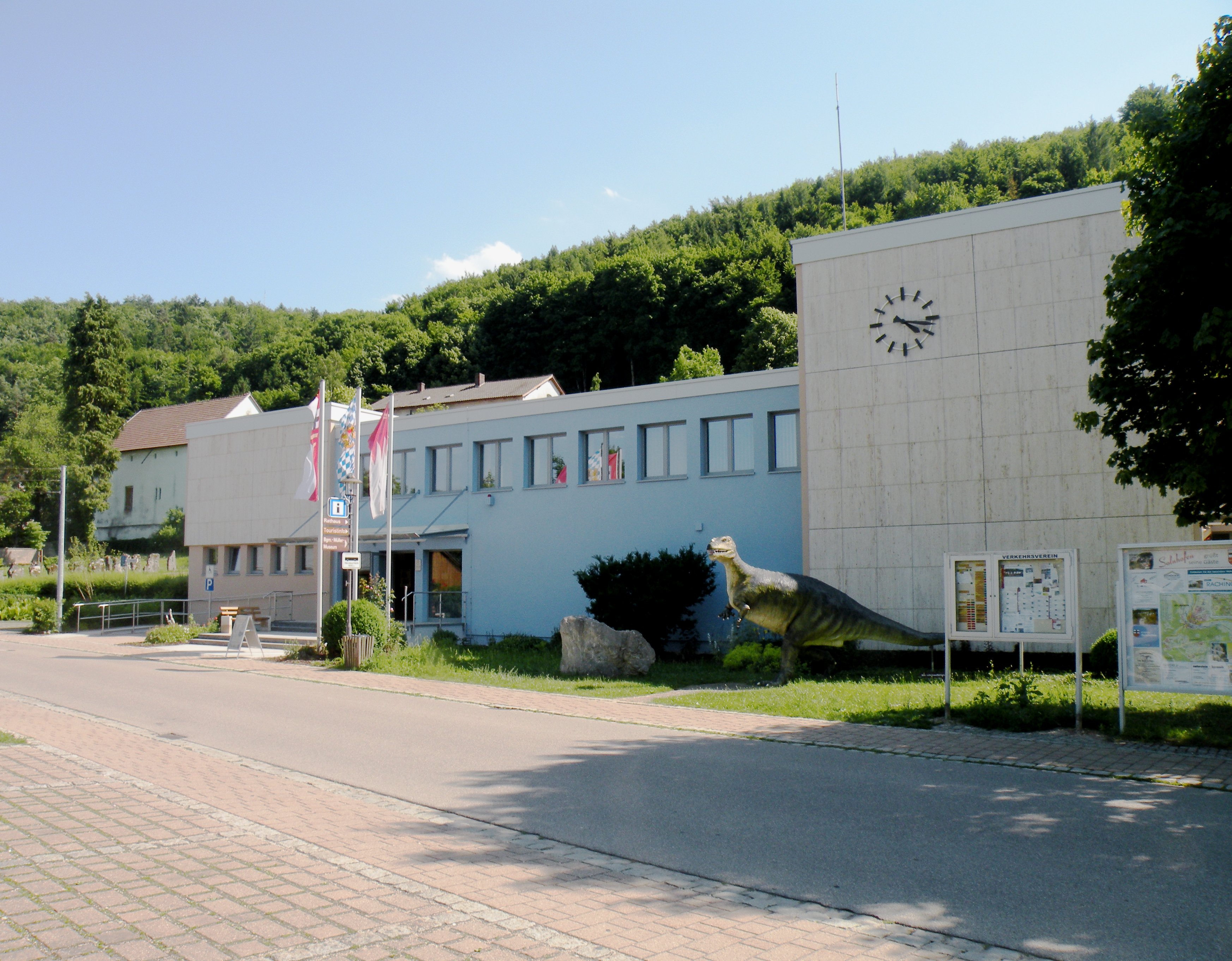
Музей (слева)

Музей бургомистра Мюллера (нем. Bürgermeister-Müller-Museum) находится в современном здании ратуши города Зольнхофена у берега реки Альтмюль и представляет собой уникальное собрание окаменелостей, изъятых из слоистого известняка (нем. Plattenkalk), обнаруживаемых при его добыче, а также по истории возникшей здесь в конце XVIII века трудами Алоиза Зонефельдера литографии. Начало музею положила коллекция бургомистра Фридриха Мюллера, занимавшегося сбором и препарированием обнаруженных находок.

## Геологическая история местности

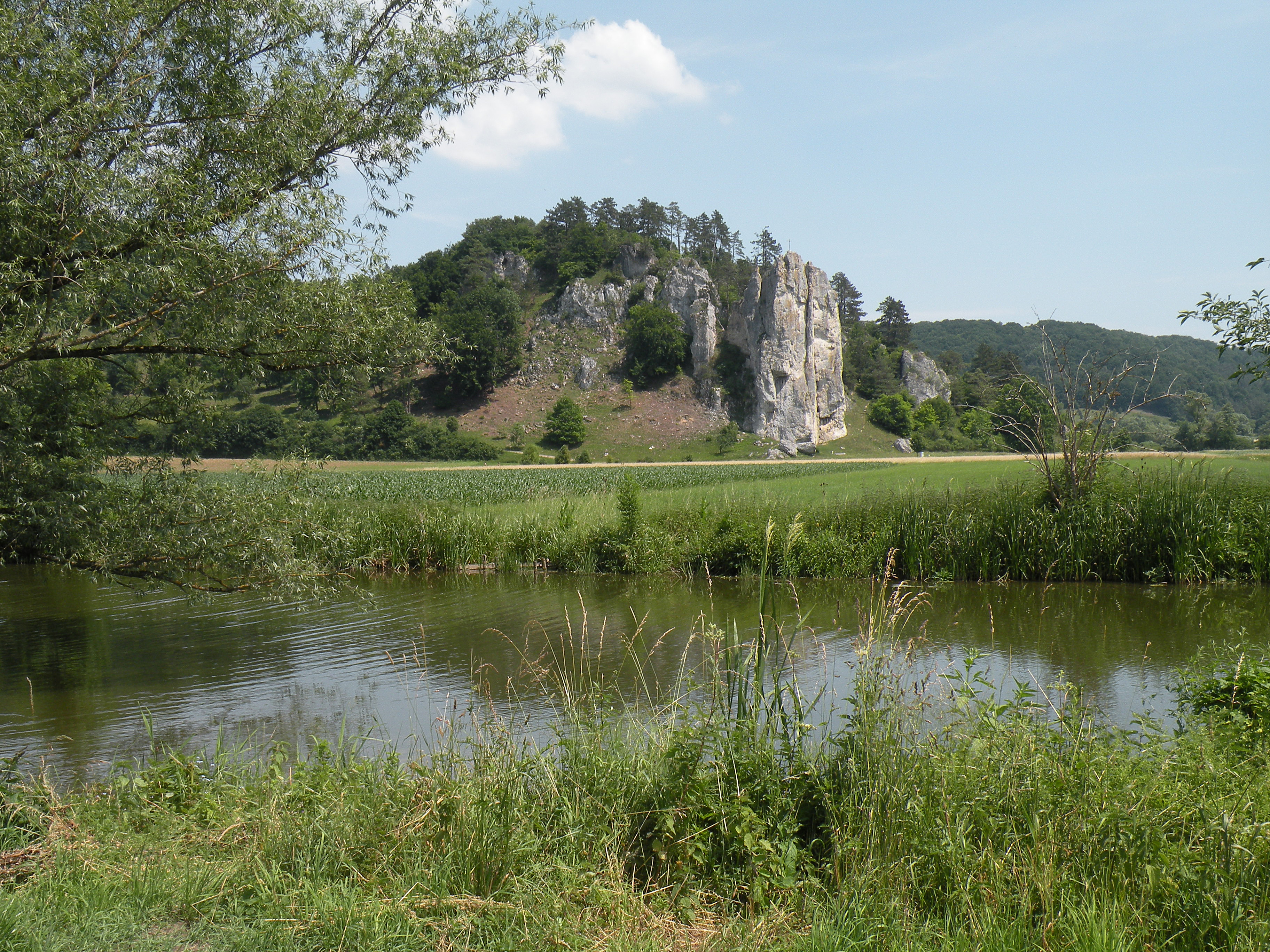
Типичный ландшафт в долине реки Альтмюль

В триасе и юре эта местность была покрыта водами общемирового океана Тетис, имевшего здесь свой северный берег. В тёплых и мелких лагунах его проживало множество микроорганизмов, которые, отмирая, устилали дно своими панцирями. В лагунах, временно изолированных от океана, солёность воды достигала степени воды современного Мёртвого моря и была настолько высока, что жизнь в ней была невозможна. Попадавшие в эти лагуны живые организмы, например, забрасываемые сюда штормами, в короткое время погибали. Они покрывались слоями отложений и консервировались благодаря отсутствию гнилостных бактерий.

## Окаменелости

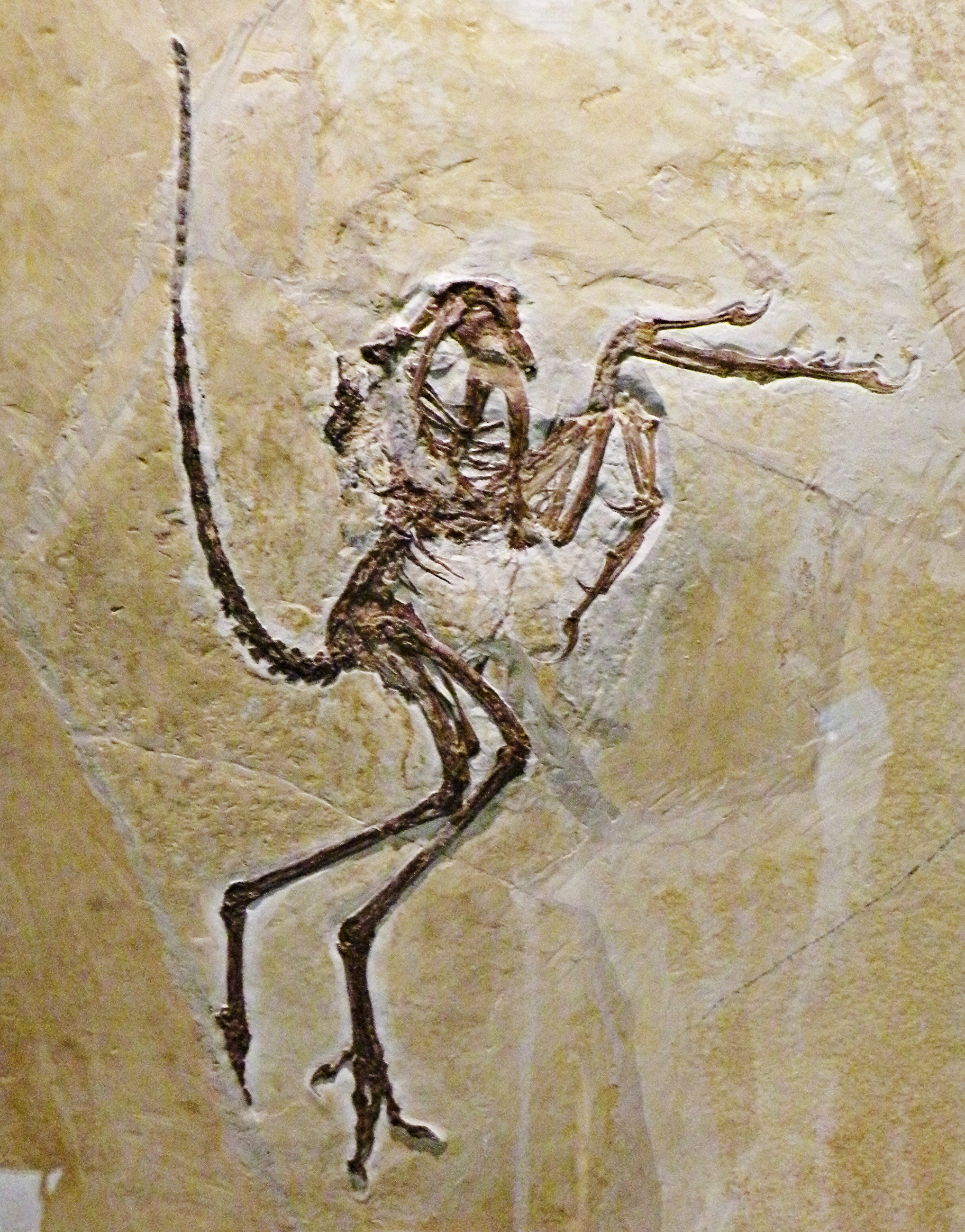
Археоптерикс Archaeopteryx lithographica MEYER, 1861 Зольнхофенский экземпляр (BSP 1999).

Наибольший интерес представляет собой коллекция окаменевших рыб, а также ископаемых остатков предков современных птиц -археоптериксов
В музее находятся два экспоната за номерами 6 и 9
По строению скелета эти существа были ближе ящерам: зубастая пасть, когти и типичный для ящера хвост. С птицами их сближало оперение.

## Начало литографии
В конце XVIII века способность местного известняка расслаиваться с образованием ровной поверхности и исключительная мелкозернистая структура поверхности, навели в 1796 году Алоиза Зонефельдера на мысль о возможности тиражирования рисунков путём нанесения их типографской краской на плоскую поверхность камня, и получения затем нескольких идентичных оттисков на бумаге.
В музее демонстрируется самый большой из полученных литографским путём эстампов, вошедший в книгу Гиннесса.